# Holubinka tmavopurpurová
Holubinka tmavopurpurová (Russula fuscorubroides) je druh houby z čeledi holubinkovitých (Russulaceae).

## Znaky
Klobouk je 3-12 cm široký, v mládí polokulovitý postupně přechází na klenutý až plochý se středovou prohlubní. Podvinuté okraje v dospělosti získávají krátké rýhování. Pokožka je matná, po dešti lesklá a lepkavá, barvu má v mládí takřka černou, později temně purpurovou, červeno či hnědofialovou.
Lupeny jsou dle stáří bílé, smetanové až zelenavé, poraněním rezaví, u třeně jsou široce připojené nebo mírně sbíhavé, na klobouku jsou středně hustě uspořádané. Výtrusný prach je smetanový.
Třeň je 3-8 cm dlouhý, válcovitý až kyjovitý, u mladých plodnic na povrchu ojíněný, později jemně podélně vrásčitý, dle stáří uvnitř plný či houbovitý, barvu má růžovou, starorůžovou, růžovopurpurovou až červenofialovou, poraněním rezaví.
Dužnina je bílá či smetanová, pod pokožkou s růžovým nádechem, na řezu a poraněním rezavá, chuťově palčivá, vůně je sladce ovocná, připomínající křížaly.

## Užití
Nejedlá houba. Dle některých zdrojů jedlá, ale pro svou palčivost vhodná spíše do směsí.

## Ekologie
Od července do listopadu roste tento druh holubinky v jehličnatých lesích s humidním, neutrálním až kyselým podložím, ze stromů preferuje borovice a smrky.

## Rozšíření
Druh je rozšířen v oblastech Spojeného království, Švýcarska, Německa, Rakouska, Francie, Španělska, Švédska, Slovinska, Estonska, Belgie a Kanady.

## Galerie

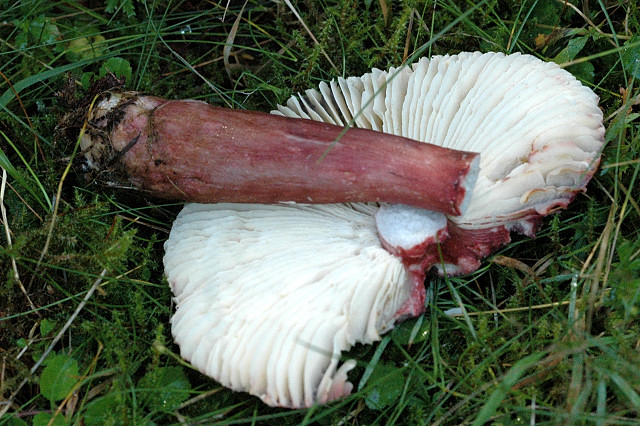

## Možnost záměny
- Holubinka Quéletova (Russula queletii)
- Holubinka jízlivá (Russula sardonia)
- Holubinka angreštová (Russula torulosa)[1]